# Брант, Карлос
Карлос Феррейра Брант (порт.-браз. Carlos Ferreira Brant; 19 ноября 1905, Диамантина — 18 марта 1994, Рио-де-Жанейро) — бразильский футболист, защитник и полузащитник.

## Карьера
Карлос Брант родился в Диамантине в семье, где было семь детей. Он начал карьеру в клубе «Сете-де-Сетембру». В 1927 году Карлос перешёл в клуб «Атлетико Минейро» за сумму равную цене футбольного мяча. Этот трансфер стал первым официальным переходом между клубами в штате Минас-Жерайс. 6 мая он дебютировал в составе команды в матче с «Ретиру» (5:1). В том же году Брант стал с командой чемпионом штата. В 1930 году Карлос вместе с Марио де Кастро был вызван в состав сборной Бразилии для участия в первом чемпионате мира. Но с национальной командой футболист провёл всего несколько дней и покинул сборную, проиграв конкуренцию другим игрокам. В «Атлетико» Брант оставался до 1933 года, выиграв ещё два первенства штата. Последним матчем в составе «Минейро» для Карлоса стала встреча, проведённая 26 марта с «Вила-Новой» (2:1). Всего за клуб он провёл 115 матчей и забил 41 гол.
В феврале 1933 года Брант перешёл во «Флуминенсе». 16 апреля он дебютировал в составе команды в матче с «Коринтиансом» (4:4). С клубом футболист выиграл пять чемпионатов штата Рио-де-Жанейро. Последний из которых в 1941 году, после чего Карлос завершил карьеру. Последний матч за клуб футболист сыграл 23 ноября против «Фламенго» (2:2). Всего за клуб полузащитник провёл 248 матчей и забил 21 гол, по другим данным 252 матча и 19 голов. После этого он остался во «Флуминенсе», устроившись работать в казначействе «Флуминенсе».

## Международная статистика
| Матчи Карлоса Бранта за сборную Бразилии | Матчи Карлоса Бранта за сборную Бразилии | Матчи Карлоса Бранта за сборную Бразилии | Матчи Карлоса Бранта за сборную Бразилии | Матчи Карлоса Бранта за сборную Бразилии | Матчи Карлоса Бранта за сборную Бразилии | Матчи Карлоса Бранта за сборную Бразилии |
| ---------------------------------------- | ---------------------------------------- | ---------------------------------------- | ---------------------------------------- | ---------------------------------------- | ---------------------------------------- | ---------------------------------------- |
| №                                        | Дата                                     | Место проведения                         | Оппонент                                 | Счёт                                     | Голы                                     | Турнир                                   |
| 1                                        | 31 марта 1940                            | Рио-де-Жанейро                           | Уругвай                                  | 1:1                                      | —                                        | Кубок Рио-Бранко                         |

## Достижения
- Чемпион штата Минас-Жерайс: 1927, 1931, 1932
- Победитель Открытого турнира Рио-де-Жанейро: 1935
- Чемпион штата Рио-де-Жанейро: 1936, 1937, 1938, 1940, 1941

## Личная жизнь
Брант был женат. В возрасте сорока лет у него родилась дочь, которую назвали Луиза.